# 宇治谷孟
宇治谷 孟（うじたに つとむ、1918年8月5日 - 1992年11月5日）は、日本の歴史学者・国文学者。はじめて『日本書紀』の現代語訳を行ったほか、『続日本紀』の現代語訳も担当した。

## 概要
1918年京都府生まれ。1941年に法政大学国漢科を、1943年に早稲田大学文学部を、1952年に立命館大学経済学部をそれぞれ卒業。清風高校等、幾つかの高校で教師を務めた後、最終的に滋賀文教短期大学教授および奈良芸術短期大学講師に就任。
早稲田大学在学中、歌人・国文学者の窪田空穂の授業を受けていた際、師の「日本の歴史を普通の人にも正しく理解してもらうために、『日本書紀』や『続日本記』を易しい現代語訳に訳したいが、自分にはその時間がない。自分のクラスから、意志を受け継ぐ人が出てくれれば嬉しい」という言葉が晩年まで心に残り、戦後何年経っても日本書紀の現代語訳が出ないため、自ら国史・現代語訳の決意を固めたという。
1992年11月5日、交通事故により亡くなった。『続日本記（下）　全現代語訳』の遺稿は、夫人の輝千代および、兄の宇治谷義雄（愛知学泉大学教授）の整理・清書を経て発行された。

## 著作
- 『日本書紀　全訳 現代文』 創芸出版（上・下）、1986年
- 『日本書紀　全現代語訳』 講談社学術文庫（上・下）、1988年
ISBN 4-06-158833-8。ISBN 4-06-158834-6。
- 『続日本紀　全現代語訳』 講談社学術文庫（上・中・下）、1992年、1992年、1995年
ISBN 4-06-159030-8。ISBN 4-06-159031-6。ISBN 4-06-159032-4。
- 『晩香玉』 文芸社、2000年。ISBN 4-8355-0067-9 - 読みはわんしゃんゆい、恋愛小説